# Salvador Guerra Rivera
Salvador Guerra Rivera (Marbella, Málaga, 10 de octubre de 2002), es un jugador de ajedrez español. En el Ranking FIDE de la Federación Internacional de Ajedrez de agosto de 2016 tenía una puntuación Elo de 2285, lo que lo convertía en el jugador número 276 (en activo) de España, y el 2.º menor de 14 años de España. Su máxima puntuación Elo ha sido de 2285 puntos, en la lista de agosto de 2016.

## Resultados destacados en competición
El julio de 2016 fue 1r-4t (tercero en el desempate) con 7½ puntos de 9 en el campeonato de España Sub-14 y campeón de España Sub-16 destacado con 7½ puntos de 9. En agosto de 2016, en Praga (Chequia), fue campeón de Europa Sub-14 con 7½  puntos de 9.